# Wohn- und Wirtschaftsgebäude Auf dem Rusch 3
Das Wohn- und Wirtschaftsgebäude Auf dem Rusch 3 in der niedersächsischen Stadt Osterholz-Scharmbeck, Ortsteil Heilshorn, stammt vom Ende des 18. Jahrhunderts. Aktuell (2025) wird es zum Wohnen genutzt.
Das Gebäude steht unter Denkmalschutz (siehe auch Liste der Baudenkmale in Osterholz-Scharmbeck).

## Geschichte und Beschreibung
Das eingeschossige giebelständige Wohn- und Wirtschaftsgebäude als Zweiständer-Hallenhaus in Fachwerk mit weiß geschlämmten Steinausfachungen, mit reetgedecktem Krüppelwalmdach mit Gauben und der Grooten Door mit Korbbogen wurde um 1790 gebaut.
Das Landesdenkmalamt befand u. a.: „… typisches Hallenhaus des späten 18. Jahrhunderts in Zweiständerkonstruktion …“